# Ditaxis fasciculata
Ditaxis fasciculata är en törelväxtart som beskrevs av Vahl och Adrien Henri Laurent de Jussieu. Ditaxis fasciculata ingår i släktet Ditaxis och familjen törelväxter. Inga underarter finns listade i Catalogue of Life.